# Isolamento acustico

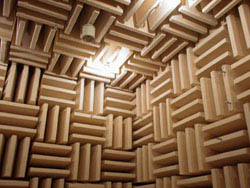
Camera anecoica

L'isolamento acustico è il ramo della tecnica che si occupa di limitare la diffusione del suono e del rumore.
L'isolamento acustico è spesso applicato per ridurre rumori che disturbano gli occupanti di edifici residenziali e non, quali ad esempio rumore del traffico urbano, calpestio dai piani superiori, rumori associati al funzionamento di apparecchiature elettriche, rumori provenienti dai vicini.
Il fenomeno dell'isolamento acustico prevede l'utilizzo di materiali fonoisolanti, che riflettono il rumore in modo da non farlo passare attraverso il materiale stesso, a differenza dei materiali fonoassorbenti, che invece di riflettere il rumore lo assorbono.

## Principi generali
Nel campo dell'isolamento acustico in edilizia vale la legge di massa:
{\displaystyle t={\frac {1,75\cdot 10^{4}}{M^{2}f^{2}}}}
la quale esprime che il coefficiente di trasmissione di potenza sonora aumenta al diminuire della massa della parete per unità di area e della frequenza del suono; questa espressione è valida per pareti omogenee, le quali separino ambienti pieni d'aria, per frequenze non troppo superiori ai 3000 Hz e per onde con incidenza normale.
Si introduce poi il concetto di potere fonoisolante:
{\displaystyle R=10\log \left({\frac {1}{t}}\right)=20\log \left(Mf\right)-42,4dB}
A questo punto si deve però sottolineare che le formule appena citate hanno valore solo in prima approssimazione (e comunque spesso sono sostituite da altre simili, di tipo sperimentale) e che il fenomeno dell'isolamento acustico di una parete reale è decisamente più complesso. Si prova di seguito a darne una descrizione.
In un primo intervallo di basse frequenze delle onde sonore incidenti, il potere fonoisolante di un pannello tendenzialmente cresce, ma con ampie oscillazioni dovute alla risonanza del pannello stesso (fenomeno avvertibile dall'orecchio umano solo con pannelli molto rigidi e fini, per esempio metallici). In un secondo intervallo di medie frequenze si ha una crescita in accordo con la legge di massa. In un ultimo intervallo di elevate frequenze si ha, all'inizio, un'ulteriore crescita, seguita subito da un brusco calo, detto effetto di coincidenza: le componenti tangenziali delle onde sonore incidenti arrivano a coincidere con le frequenze di risonanza flessionali del pannello, così che sulla faccia di uscita dello stesso si hanno non solo le onde sonore che sono riuscite a passare, ma anche quelle provocate dalle vibrazioni in risonanza del pannello stesso.
Questo ragionamento permette di calcolare (ma solo in prima approssimazione, in mancanza di dati sperimentali più affidabili) il potere fonoisolante di un certo materiale:
- si calcola R con la formula sperimentale R = 18 log (Mf) - 44, fermandosi a una frequenza tale per cui il valore di R ne raggiunge uno ben definito per ogni tipo di materiale;
- si mantiene R costante a tale valore per un intervallo di frequenze (medie) dipendente dal materiale;
- si aumenta R di 6 dB per ogni ottava in un terzo intervallo di alte frequenze.

Per quanto riguarda la pareti di facciata e i rivestimenti esterni la norma UNI EN ISO 12354-1, pubblicata nel 2017, ha introdotto alcune novità per i modelli di calcolo dei requisiti acustici passivi degli edifici.

## Pareti isolanti
Si inizia con una breve premessa: non è possibile parlare di materiali fonoisolanti così come si parla di materiali fonoassorbenti, ma al massimo si può parlare di strutture con elevato potere fonoisolante.
Nel momento in cui risulti necessario creare un isolamento acustico tra due ambienti, è possibile aumentare la massa superficiale della parete sfruttando la legge di massa (vedi paragrafo precedente).
Se poi si vuole migliorare l'isolamento senza appesantire eccessivamente la struttura, conviene costruire pareti multistrato, con interposto uno strato d'aria. Le due superfici non devono essere rigidamente collegate e l'intercapedine deve essere di almeno 4 cm, così da generare un sistema massa - molla - massa in modo che il potere fonoisolante tenda alla somma dei poteri delle due partizioni considerate separate. A volte conviene introdurre nello spazio vuoto materiale fonoassorbente per eliminare le riflessioni interne e incrementare ulteriormente il potere fonoisolante del sistema.
Per misurare l'isolamento in un edificio già costruito, si posiziona una sorgente sonora di livello noto nelle varie frequenze in una stanza e un fonometro in un ambiente contiguo. Si ottiene, per ogni banda, il potere fonoisolante normalizzato:
{\displaystyle D_{n}=D+10\log {\frac {A_{0}}{A}}}
con D differenza del livello medio di pressione sonora nei due ambienti e A assorbimento acustico.
Dn risulta sempre minore del potere fonoisolante rilevato in laboratorio in quanto tiene conto anche del rumore trasmesso per via strutturale.

## Isolamento dal rumore impattivo
Un urto su una struttura orizzontale crea vibrazioni che successivamente si trasmettono all'ambiente sottostante come rumore. Un primo provvedimento è quello di costruire strutture pesanti, che non vengano messe in vibrazione da urti non eccezionali.
La norma ISO R140 definisce il livello di rumore di calpestio come:
{\displaystyle L_{n}=L-10\log {\frac {A_{0}}{A}}}
dove L è il livello di pressione media nella stanza ricevente quando in quella emittente funziona la macchina normalizzata produttrice di rumore di calpestio, A0 = 10 m2 e A è l'assorbimento della stanza ricevente. Ln viene rilevato alle varie frequenze.
Si può analizzare l'isolamento dal rumore impattivo anche tramite Li, coefficiente di isolamento ai rumori impattivi, cioè la diminuzione in dB alle varie frequenze raggiunta grazie all'utilizzo di una certa struttura orizzontale rispetto a quella in cemento non armato e non rivestito.
Una tecnica particolare è costituita dai pavimenti galleggianti, che presentano un'interposizione di materiale resiliente (sughero, gomma, schiume poliolefiniche ...) tra il solaio e la soletta di supporto del pavimento (e fino alle pareti perimetrali), in modo da ridurre la trasmissione delle vibrazioni e quindi del rumore.
Infine si rileva la possibilità di ridurre la trasmissione di rumore da calpestio mediante controsoffittature e rivestimento dei pavimenti con moquette e tappeti.